# Pasly
Pasly település Franciaországban, Aisne megyében. Lakosainak száma 1061 fő (2022. január 1.). Pasly Chavigny, Cuffies, Pommiers, Soissons és Vauxrezis községekkel határos.

## Népesség
A település népességének változása:
| Lakosok száma | 558  | 1018 | 1119 | 1011 | 1013 | 1007 | 1019 | 1064 | 1067 | 1061 |
|               | 1968 | 1982 | 1990 | 2006 | 2013 | 2015 | 2017 | 2019 | 2020 | 2022 |